# Gerhard Banik
Gerhard Banik (* 1948) ist Chemiker und emeritierter Professor der Akademie der Bildenden Künste Stuttgart. 

## Leben und Wirken
Gerhard Banik studierte von 1967 bis 1973 Technische Chemie an der Technischen Hochschule (ab 1975: Technische Universität) in Wien. Dort promovierte er 1976 und habilitierte sich auch 1982 im Fach „Organische Rohstoffkunde“.
Von 1990 bis 2008 war er Professor am Institut für Technologie der Malerei in Stuttgart und Lehrstuhlinhaber des Studiengangs „Restaurierung und Konservierung von Graphik, Archiv- und Bibliotheksgut“ an der Staatlichen Akademie der Bildenden Künste Stuttgart. 2008 ging er in den Ruhestand.
Daneben war und ist er weiterhin Dozent an der Technischen Universität Wien, wo er derzeit am Institut für Verfahrenstechnik, Umwelttechnik und Technische Biowissenschaften tätig ist. Darüber hinaus ist er ständiger Mitarbeiter von ICCROM in Rom.
Banik leitete unter anderem Entwicklungsarbeiten auf den Gebieten: nichtwäßrige Entsäuerung und Massenkonservierungsverfahren sowie Enzymanwendungen in der Papierrestaurierung und Malschichtkonsolidierung mittels ultraschallzerstäubter Bindemittellösungen.

## Werke (Auswahl)
Sachbücher
- Zur Situation der Restaurierung an Bibliotheken und Archiven in Österreich. Massnahmenkonzept für das Institut für Restaurierung an der Österreichischen Nationalbibliothek. Österreichische Nationalbibliothek, Institut für Restaurierung, Wien 1989, ohne ISBN.

Herausgeberschaften
- Lösungsmittel in der Restaurierung. 3., erw. und verb. Aufl., Verlag Der Apfel, Wien 1989, ISBN 3-85450-001-7. (Mit: Gabriela Krist; herausgegeben im Auftrage von: ICCROM)
- zusammen mit Irene Brückle (Hrsg.): Papier und Wasser. Ein Lehrbuch für Restauratoren, Konservierungswissenschaftler und Papiermacher. Übersetzung aus dem Englischen Hubert Mania. Verlag Anton Siegl Fachbuchhandlung GmbH, München 2015. ISBN  978-3-935643-56-6. Inhaltsverzeichnis d-nb.info PDF